# كارل هنري (مغني)
كارل هنري هو مغني كندي، ولد في 1974.

## وصلات خارجية
- كارل هنري على موقع ميوزك برينز (الإنجليزية)
- كارل هنري على موقع أول ميوزيك (الإنجليزية)
- كارل هنري على موقع ديسكوغز (الإنجليزية)